# Névé
Pour les articles homonymes, voir névé (homonymie).

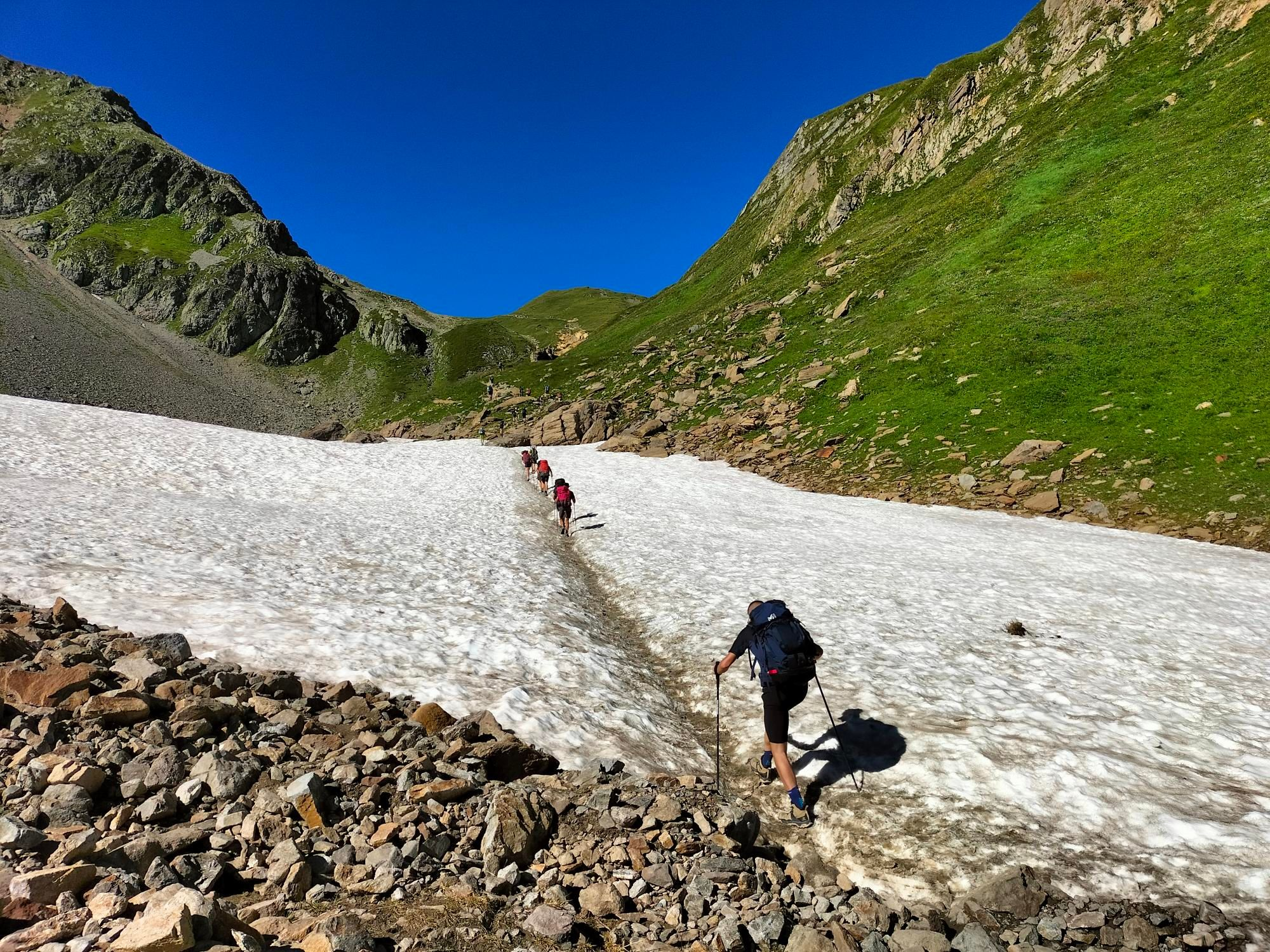
Des randonneurs empruntant un névé alpin.

Un névé est une accumulation de neige qui peut perdurer en dessous de la limite de neiges éternelles et ce même pendant une partie de l'été. Elle peut être à l'origine d'un glacier.

## Formation

En hiver, la neige s'accumule sur toute la montagne (1). Lorsque la neige fond, au printemps ou en été, la partie protégée par le relief du terrain ne fond pas aussi vite que le reste et crée un névé (2).

Une orientation ou un relief particulier du terrain permet de ralentir voire d'empêcher la fonte de plaques de neige alors que la température ambiante est supérieure à la température de fonte.

## Névés célèbres
Depuis le canton de Genève, on observe un névé en forme de cygne sur le massif du Jura, traditionnellement associé par la sagesse paysanne à la fin des chutes de neige en plaine ou au bon moment pour commencer à planter des pommes de terre.